# Litwycia
Litwycia (ukr. Літвиця) – wieś na Ukrainie, w obwodzie rówieńskim, w rejonie sarneńskim, w hromadzie Dąbrowica. W 2001 roku liczyła 394 mieszkańców.